# Robert Woods
Robert Thomas Woods (Gardena, California, 10 de abril de 1992) más conocido como Robert Woods, apodado Bobby Trees, es un jugador profesional estadounidense de fútbol americano que se desempeña en la posición de wide receiver en Houston Texans, equipo de la National Football League (NFL).

## Carrera
Fue seleccionado en la segunda ronda en la Reunión Anual de Selección de Jugadores de la NFL de 2013. Hizo su debut profesional con el equipo Buffalo Bills, en el cual jugó cuatro temporadas (2013-2017), después pasó a Los Angeles Rams (2017-2022), posteriormente a Tennessee Titans (2022-2023), luego a Houston Texans, donde lleva jugando una temporada.